# Juan José Torres Gonzáles
Juan José Torres Gonzáles (Cochabamba, departamento de Cochabamba, 5 de março de 1920 — San Andrés de Giles, Buenos Aires, 2 de junho de 1976) foi um político boliviano e presidente de seu país entre 7 de outubro de 1970 e 21 de agosto de 1971, quando foi deposto em um golpe apoiado pelos EUA que resultou na ditadura de Hugo Banzer. Ele era popularmente conhecido como "JJ" (Jota-Jota). Juan José Torres foi assassinado em 1976 em Buenos Aires, na campanha repressão política apoiada pelos Estados Unidos, a Operação Condor.